# ポール・リットン

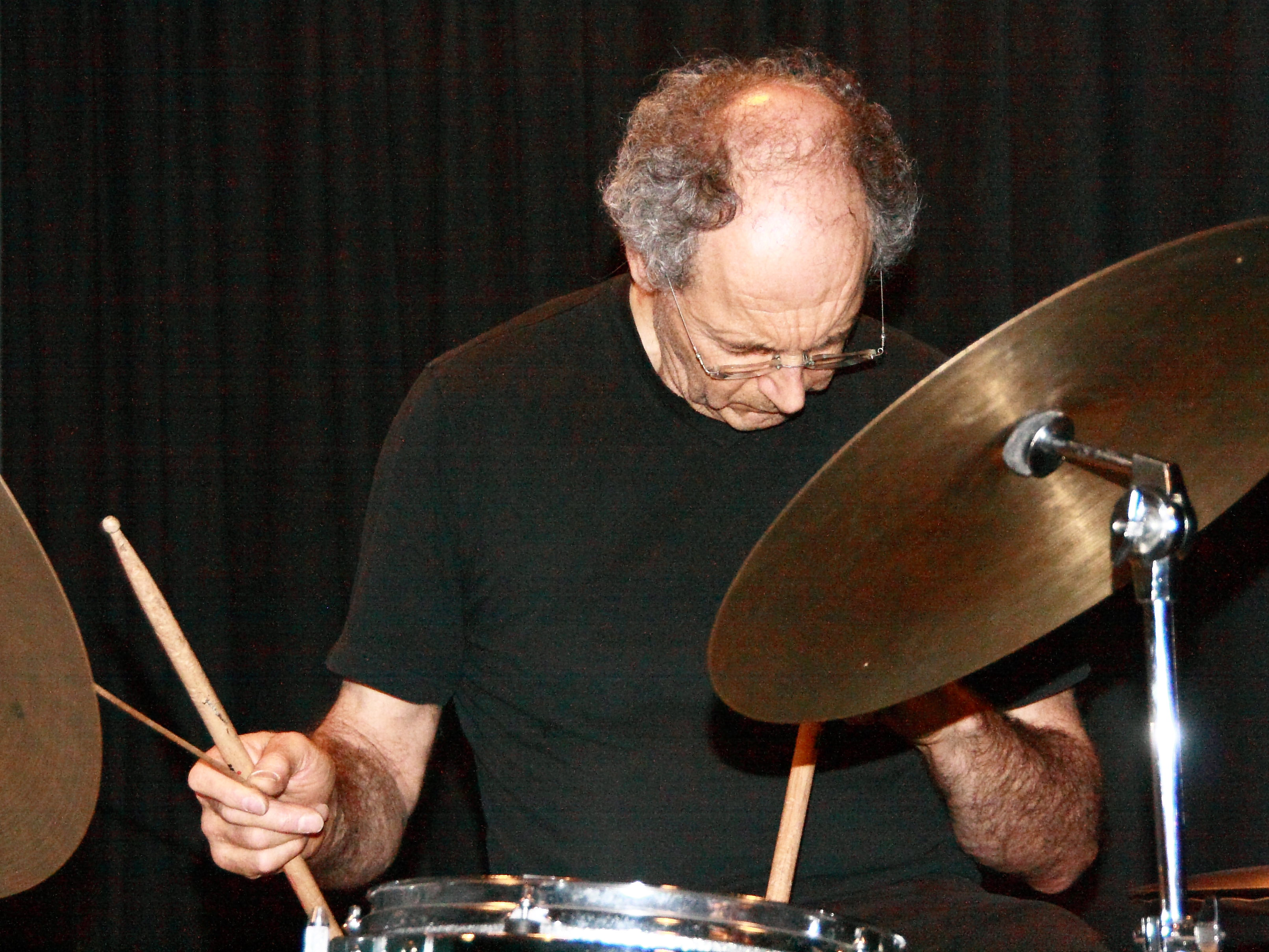
ヴァイカースハイムの「Club W71」にて（2011年）

ポール・リットン（Paul Lytton、1947年3月8日 - ）は、イングランドのフリー・ジャズ・パーカッショニストである。ロンドン生まれ。

## 来歴
リットンは16歳でドラムを始めた。1960年代後半よりロンドンでジャズを演奏し、P・R・デサイからタブラのレッスンを受けた。1969年、彼はサックス奏者のエヴァン・パーカーとデュオで演奏するようになり、フリー・インプロヴィゼーションによる音楽の実験を開始した。ベーシストのバリー・ガイを加えた後、アンサンブルはエヴァン・パーカー・トリオとなった。パーカーとは2000年代まで一緒に働き続けることとなる。最近のリリースには、1996年（アルバム『Natives and Aliens』）および1999年（アルバム『After Appleby』）のマリリン・クリスペルとのトリオでのリリースがある。
ロンドン・ミュージシャンズ・コレクティヴ (London Musicians Collective)の創設メンバーであるリットンは、1970年代にロンドンのフリー・インプロヴィゼーション・シーンで幅広く活動し、1976年にアーヘンのミュージシャン協同組合を設立し、パウル・ローフェンスを支援した。
リットンは、ソロと即興アンサンブルの両方で北米と日本をツアーした。1999年、彼はケン・ヴァンダーマークとケント・ケスラーとツアーを行い、アルバム『English Suites』でヴァンダーマークとレコーディングした。また、リットンはジェフリー・モーガン（アルト&テナー・サクソフォーン）と協力し、ドイツのケルンでライブをアルバム『Terra Incognita』として録音した。
彼はまた、1969年にホワイト・ノイズの先駆的なエレクトロニック・ポップ・ミュージック・アルバム『エレクトリック・ストーム』で演奏した。

## ディスコグラフィ

### リーダー・アルバム
- The Balance of Trade (1996年、CIMP)[1]

### 参加アルバム
Barry Guy/The London Jazz Composers' Orchestra 
- Ode (1972年、Incus)

 ロスコー・ミッチェル 

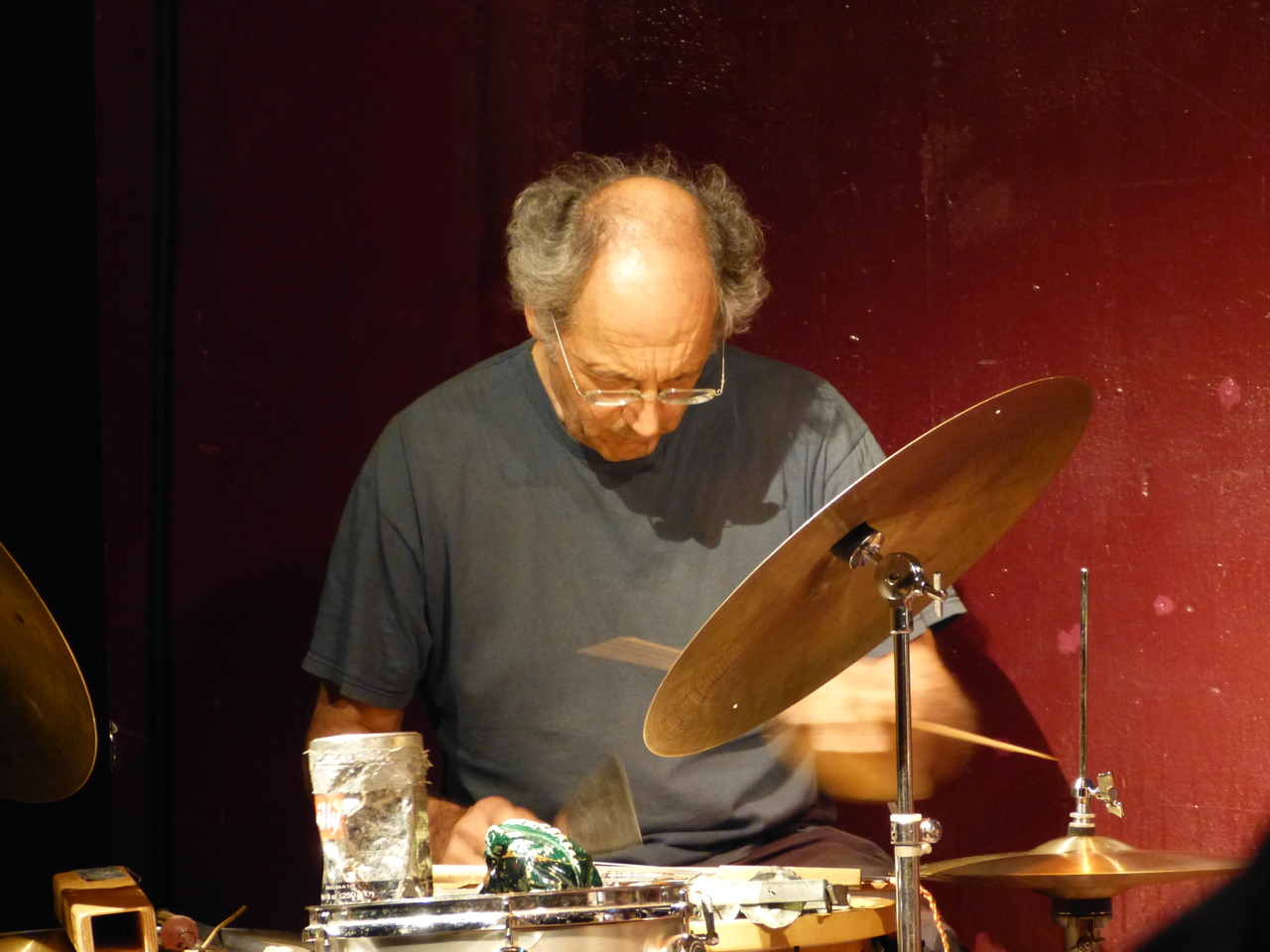
ケルンの「Stadtgarten」にて（2012年）

- Composition/Improvisation Nos. 1, 2 & 3 (2004年、ECM)

エヴァン・パーカー
- 50th Birthday Concert (1994年、Leo)
- The Redwood Session (1995年、CIMP)
- Toward the Margins (1996年、ECM)
- Drawn Inward (1998年、ECM)
- Memory/Vision (2002年、ECM)
- Boustrophedon (2004年、ECM)
- The Moment's Energy (2007年、ECM)

近藤等則、パウル・ローフェンス、ポール・リットン
- 『死は永遠の友達』 - Death Is Our Eternal Friend (1983年、DIW)